# إبراهيم أوزدمير
إبراهيم أوزدمير (ولد في 1 كانون الثاني 1960) هو فيلسوف كردي وأكاديمي وناشط بيئي إسلامي. وهو أستاذ الفلسفة في جامعة أوسكودار والمدير العام لإدارة الشؤون الخارجية بوزارة التعليم الوطني في تركيا.

## فهرس
- البُعد الأخلاقي للموقف الإنساني تجاه الطبيعة، (أنقرة: وزارة البيئة، 1997).
- البيئة والدين، (أنقرة: وزارة البيئة، 1997).
- المشكلات البيئية والإسلام، (أنقرة: مطبعة رئاسة الشؤون الدينية، 1995، الطبعة الثانية 1997).
- الكوكب الوحيد: مقالات في الأخلاق البيئية والفلسفة، (إسطنبول: دار مصادر، 2001).
- أفكار ما بعد الحداثة: مقالات في الفلسفة وفلسفة العلم وما بعد الحداثة، (إسطنبول: دار نشر مصادر، 2002).
- العولمة، والأخلاق، والإسلام، محرران: إيان ماركهام وإبراهيم أوزدمير، (ألديرهوت: آشغيت، 2005).

- العناية بالخليقة؛ منظور إسلامي، (فيفيري ألترمينتي، لندن، 2022).

## الكتب
- العولمة، والأخلاق، والإسلام، محرران: إيان ماركهام وإبراهيم أوزدمير، (ألديرهوت: دار آشغيت، 2005).
- البُعد الأخلاقي للموقف الإنساني تجاه الطبيعة، وزارة البيئة، أنقرة، 1997. (نفدت النسخة)
- البيئة والدين (Çevre ve Din)، وزارة البيئة، أنقرة، 1997.
- المشكلات البيئية والإسلام (Çevre Sorunları ve İslam)، منشورات رئاسة الشؤون الدينية، أنقرة، 1995. (بالاشتراك مع منير يوكسلميش)
- الكوكب الوحيد: مقالات في الأخلاق البيئية والفلسفة (Yalnız Gezegen)، دار مصادر، إسطنبول، 2001.

- أفكار ما بعد الحداثة (Postmodern Düşünceler)، دار نشر مصادر، إسطنبول، 2001.

## الترجمات
- "جلال الدين الرومي"، الولادة من جديد في الحب والإبداع، رضا أراسته، كتببيات، أنقرة، 2000.
- "علم نيوتن في سياق الدين"، البروفيسور د. إرنست وولف غازو، (فهم نيوتن للعلم في سياق ديني)، مجلة البحوث الإسلامية، المجلد 6، العدد 4.
- "الإسلام والديمقراطية"، روبن رايت، (الإسلام والديمقراطية: وجهتا نظر حول التجديد)، المجلة الجديدة، العدد: 10، 1997.
- "أخلاقيات التنمية المستدامة"، رونالد إنجل، ترجمة: مجلة كلية الإلهيات – جامعة أنقرة، إهداء للبروفيسور د. نجاتي أونَر، المجلد 40، الصفحات 255–271، 1999.
- أفكار حول الدراسات الإسلامية عند مفترق الطرق
- مقاربة فلسفية لفهم الله في الغرب والإسلام
- مفهوم فلسفي في سياق القرآن
- محمد ألكسندر راسل ويب: أول قنصل عثماني في نيويورك

- الولادة من جديد في الحب والإبداع: جلال الدين الرومي من وجهة نظر إريك فروم

## طالع أيضًا
- الفلسفة البيئية
- ماويل عزي دين
- الحوار بين الأديان